# Димитър Седой
Димитър Седой, с рождено име Димитър Петров Панайотов, е български цирков артист.

## Биография
Роден е на 15 януари 1926 г. във Варна. През 1947 – 1948 г. учи пеене при Христо Бръмбаров и завършва курса за диригенти на самодейни хорове в Държавната музикална академия при Асен Найденов. От 1954 г. е клоун в цирка. Работи заедно с Тодор Козаров. Сценарист е на „Нашето щастливо десетилетие“ от 1954 г. – първият български тематичен цирков спектакъл. Умира на 10 февруари 1999 г.